# أزمة الكهرباء في إيطاليا عام 2003
تعتبر أزمة الكهرباء في إيطاليا عام 2003 من أبرز حالات انقطاع التيار الكهربي في تاريخها الحديث. حيث أظلمت أغلبية مدن إيطاليا ما عدا جزيرتي سردينيا وإلبا. ففي يوم 28 سبتمبر 2003 عانى أكثر من 56 مليون إيطالي من انقطاع الطاقة. وأدى ذلك إلى إصابة المنظمات التجارية والهيئات الحكومية بالشلل. لتصبح بذلك من أكبر أزمات الطاقة في إيطاليا خلال السبعين عاما الماضية.

## الأسباب
في تمام الساعة 3:20 من يوم الأحد الموافق 28 سبتمبر 2003، أعلنت شركة إنيل (الشركة الإيطالية العملاقة للإنشاءات الهندسية وتوليد الكهرباء) أن خط الكهرباء الواصل بين إيطاليا وسويسرا قد تم تدميره بسبب الأعاصير. وحدوث أعطال في خط الكهرباء 400 كيلو فولت الرابط بين إيطاليا وفرنسا.

## آثار الأزمة
كان لانقطاع التيار الكهربي تأثيرات سلبية عديدة على حياة المواطن الإيطالي فقد توقف 110 قطار عن العمل وحبس بداخلهم 30000 الف شخص . وتم إلغاء كل الرحلات الجوية . وشبهت الشرطة الإيطالية المنظر بأنها حالة فوضى عامه . ولكن لحسن الحظ لم تكن هناك أي إصابات أو حوادث كبيرة .
بالرغم من أن انقطاع الطاقة لم يصل إلى الدول المتصلة بإيطاليا مثل النمسا , كرواتيا , سلوفينيا , إلا أن الحظ غاب عن كانتون جنيف حيث تعرضت لانقطاع الكهرباء لمدة 3 ساعات كاملة .

## استعادة الخدمة
بعد 3 ساعات من انقطاع التيار الكهربي تم استعادة التيار في المناطق الشمالية , وبعد ذلك تم استعادة الكهرباء تدريجيا في معظم الأماكن .